# Brinkmannella
Brinkmannella is een monotypisch geslacht van straalvinnige vissen uit de familie van diepwaterkardinaalbaarzen (Epigonidae).

## Soort
- Brinkmannella elongata Parr, 1933